# Davide Formolo
Davide Formolo (* 25. října 1992) je italský profesionální silniční cyklista jezdící za UCI WorldTeam Movistar Team.

## Kariéra
V květnu 2015 byl Formolo jmenován na startovní listině Gira d'Italia 2015. Ve čtvrté etapě se Formolo dostal do dvacetičlenného úniku, z něhož 14 km před cílem sólo zaútočil. Svou pozici na čele závodu si udržel až do cíle, kam přijel jako vítěz s náskokem 22 sekund na peloton. V srpnu 2016 byl Formolo jmenován na startovní listině Vuelty a España 2016.
Po 2 sezónách s týmem Bora–Hansgrohe bylo v srpnu 2019 oznámeno, že Formolo podepsal dvouletý kontrakt s UCI WorldTeamem UAE Team Emirates od sezóny 2020. V srpnu 2020 byl Formolo jmenován na startovní listině Tour de France 2020. Ze závodu odstoupil po desáté etapě, neboť si při nehodě zlomil klíční kost.

## Hlavní výsledky
2012
Národní šampionát
2. místo silniční závod do 23 let
2. místo Gran Premio Palio del Recioto
Giro della Valle d'Aosta
4. místo celkově
Girobio
8. místo celkově
2013
Giro della Valle d'Aosta
2. místo celkově
2. místo Trofeo Matteotti Under-23
3. místo Coppa della Pace
Národní šampionát
4. místo silniční závod do 23 let
Tour de l'Avenir
6. místo celkově
6. místo GP Capodarco
8. místo Gran Premio Palio del Recioto
9. místo Trofeo Edil C
10. místo Gran Premio di Poggiana
2014
Národní šampionát
2. místo silniční závod
2. místo GP Industria & Artigianato di Larciano
Kolem Turecka
4. místo celkově
6. místo Giro dell'Emilia
Tour de Suisse
7. místo celkově
Tour de Taiwan
7. místo celkově
7. místo Japan Cup
9. místo Gran Premio di Lugano
2015
Giro d'Italia
vítěz 4. etapy
Volta ao Algarve
 vítěz soutěže mladých jezdců
3. místo Trofeo Andratx–Mirador d'Es Colomer
Tour de Pologne
9. místo celkově
Tour of Alberta
9. místo celkově
2016
Tour de Pologne
4. místo celkově
Vuelta a España
9. místo celkově
2017
Giro d'Italia
10. místo celkově
2018
Abú Dhabí Tour
6. místo celkově
Tirreno–Adriatico
7. místo celkově
7. místo Lutych–Bastogne–Lutych
Tour de Pologne
8. místo celkově
Giro d'Italia
10. místo celkově
2019
Národní šampionát
 vítěz silničního závodu
Volta a Catalunya
vítěz 7. etapy
2. místo Lutych–Bastogne–Lutych
2. místo Tokyo 2020 Test Event
Tour de Pologne
8. místo celkově
2020
Critérium du Dauphiné
vítěz 3. etapy
2. místo Strade Bianche
UAE Tour
8. místo celkově
2021
2. místo Tre Valli Varesine
Tour de Luxembourg
10. místo celkově
2022
2. místo Veneto Classic
4. místo Coppa Ugo Agostoni
9. místo Giro dell'Emilia
Deutschland Tour
10. místo celkově
2023
vítěz Veneto Classic
vítěz Coppa Ugo Agostoni
Saudi Tour
2. místo celkově
5. místo Memorial Marco Pantani
6. místo Giro della Toscana
Kolem Rakouska
9. místo celkově
9. místo Strade Bianche
2024
AlUla Tour
6. místo celkově

### Výsledky na Grand Tours
| Grand Tour      | 2015 | 2016 | 2017 | 2018 | 2019 | 2020 | 2021 | 2022 | 2023 | 2024 |
| --------------- | ---- | ---- | ---- | ---- | ---- | ---- | ---- | ---- | ---- | ---- |
| Giro d'Italia   | 31   | 31   | 10   | 10   | 15   | —    | 15   | 36   | 30   | —    |
| Tour de France  | —    | —    | —    | —    | —    | DNF  | 44   | —    | —    | 72   |
| Vuelta a España | —    | 9    | —    | 22   | DNF  | DNF  | —    | —    | —    |      |

| —   | Nezúčastnil se |
| DNF | Nedokončil     |